# 국녕사

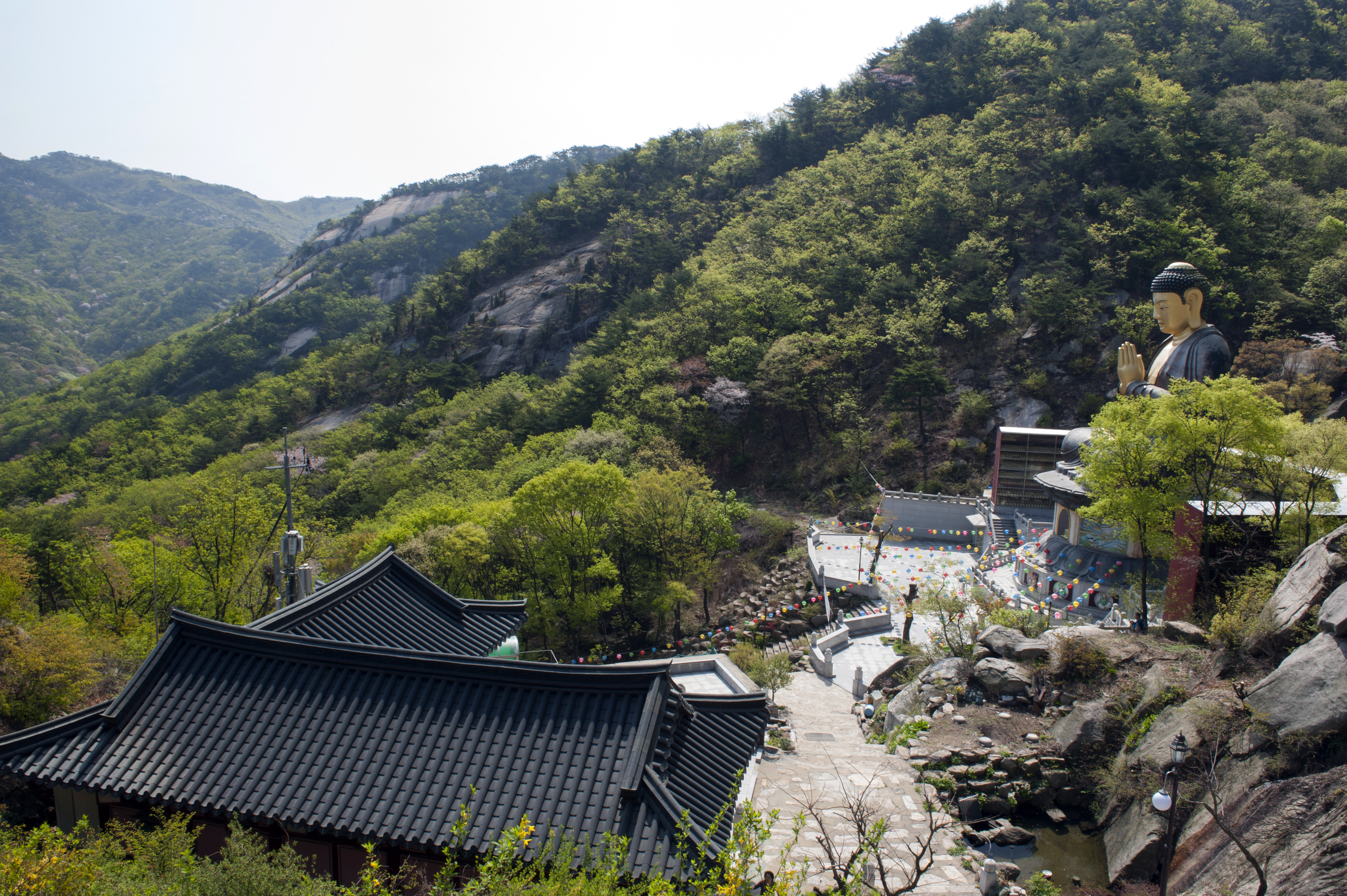
고양 국녕사 중 국녕대불 일원

국녕사(國寧寺)는 조선 숙종 37년(1711년)에 북한산성 축성 이후 산성의 수비를 위해 창건한 13개 사찰들 중 하나로, 86칸 규모로 승려 청휘(淸徽)와 철선(徹禪)이 창건하였다고 전해진다. 6.25전쟁 때 소실되었으나 다시 중건되었다.

## 한월당 대선사 부도탑
한월당 대선사 부도탑(漢月堂 大禪師 浮屠塔)은 경내의 입구에 있는 부도탑으로, 돌과 시멘트로 만들어진 계단 위에 넓은 기단을 만들고 2단의 화강암 단과 사리석 및 탑신을 안치했다. 전체적으로 탑은 가운데의 중간 부분이 가장 넓고 아랫부분과 맨 윗부분은 좁아지는 형태다. 꼭대기 부분에 연꽃 봉우리 모양의 꼭지가 달려 있다.

## 현지 안내문
1711년(숙종 37년)에 북한산성을 축성한 뒤, 성내의 군사 요충지에 사찰 13곳을 건립하여 산성의 수비와 성곽 관리를 맡겼다. 이런 사찰을 승영사찰이라 하는데, 이곳에 승군을 주둔시키고 무기를 보관하는 창고를 두어 병영의 역할을 겸하게 하였다. 국녕사는 북한산성의 축성과 함께 창건된 승영사찰의 하나로 당시엔 86칸 규모였다. 사찰의 위치로 미루어 의상봉과 용출봉 사이의 성벽과, 그 중간에 위치한 가사당암문의 수비와 관리를 맡았을 것으로 짐작된다.
국녕사는 갑오경장으로 의승제도가 폐지될 때까지 존속했지만 일제강점기와 한국전쟁을 거치면서 폐사되었다가 근래 들어 새롭게 조성됐다. 문화재로는 절로 올라가는 계곡 우측에 '한월당대선사'라는 명문이 새겨진 조선 후기 양식의 사리탑이 있다.